# Chondrichthyes (classification phylogénétique)
 (août 2012).
Si vous disposez d'ouvrages ou d'articles de référence ou si vous connaissez des sites web de qualité traitant du thème abordé ici, merci de compléter l'article en donnant les références utiles à sa vérifiabilité et en les liant à la section « Notes et références ».
Cette page a pour objet de présenter un arbre phylogénétique des Chondrichthyes (Chondrichthyens, ou Poissons cartilagineux), c'est-à-dire un cladogramme mettant en lumière les relations de parenté existant entre leurs différents groupes (ou taxa), telles que les dernières analyses reconnues les proposent. Ce n'est qu'une possibilité, et les principaux débats qui subsistent au sein de la communauté scientifique sont brièvement présentés ci-dessous, avant la bibliographie.

## Arbre phylogénétique
```
▲

└─o 
Chondrichthyes

  ├─o 
Holocephali
 ou 
Bradyodonti

  │ └─o 
Chimaeriformes

  └─o 
Elasmobranchii

    └─o 
Neoselachii

      ├─o 
Galeomorphii
 ou Galea
      │ ├─o 
Orectolobiformes

      │ └─o
      │   ├─o 
Lamniformes

      │   └─o 
Carcharhiniformes

      └─o 
Squalea

        └─o 
Batoidea
 ou 
Batidoidimorpha

          ├─o 
Torpediniformes

          ├─o 
Myliobatiformes

          └─o 
Rajiformes
```

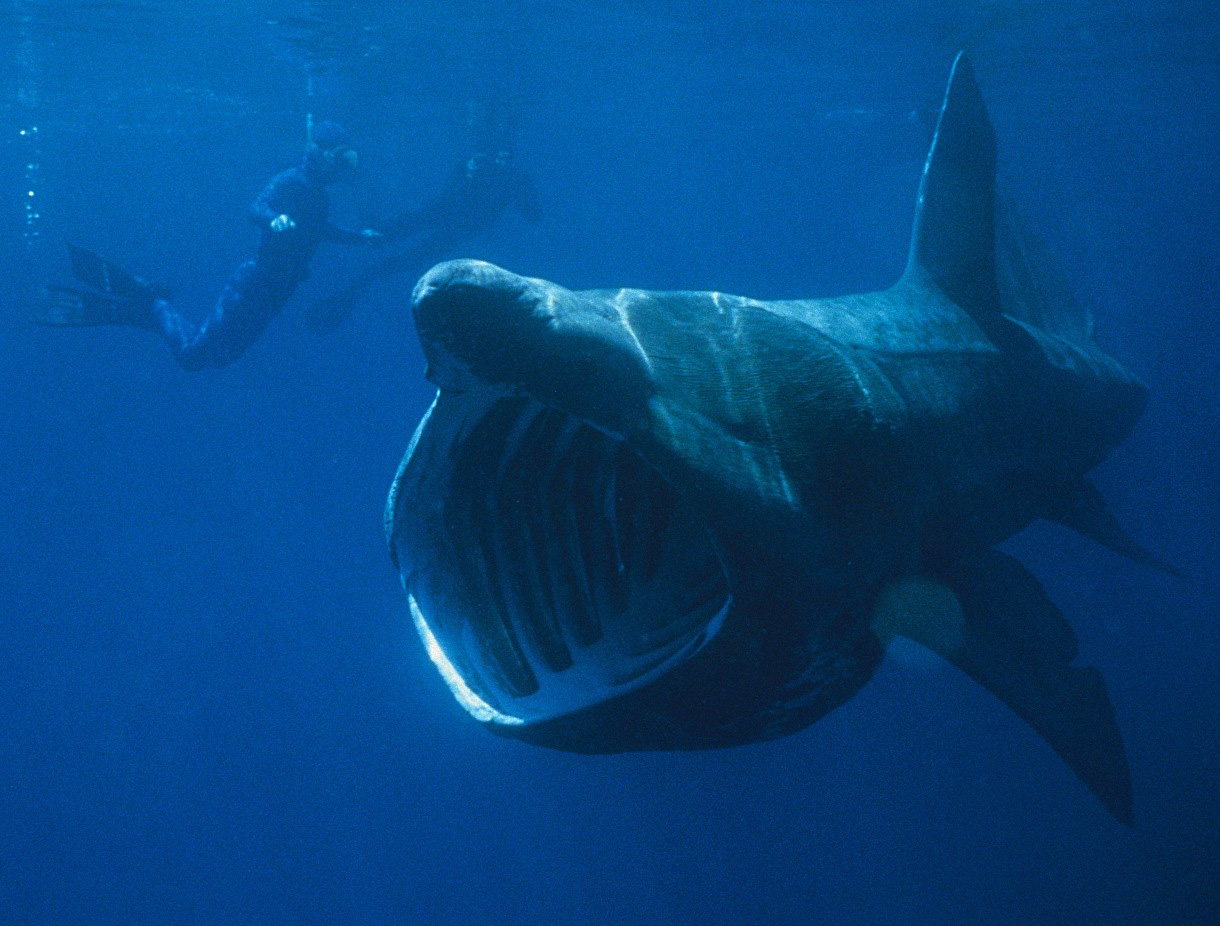
Requin pèlerin (Cetorhinus maximus, Lamniformes, Cetorhinidae)
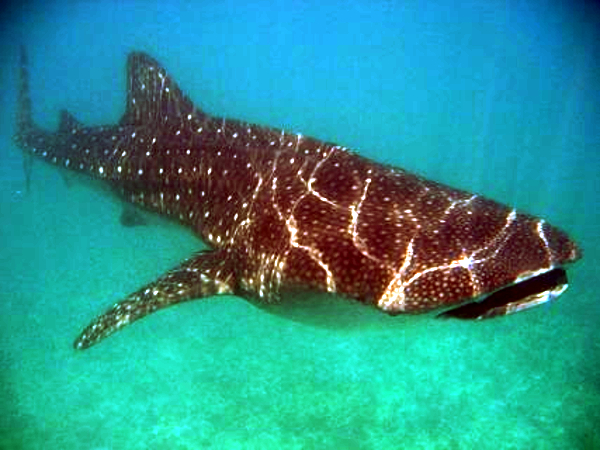
Requin baleine (Rhincodon typus, Orectolobiformes, Rhincodontidae), Maldives
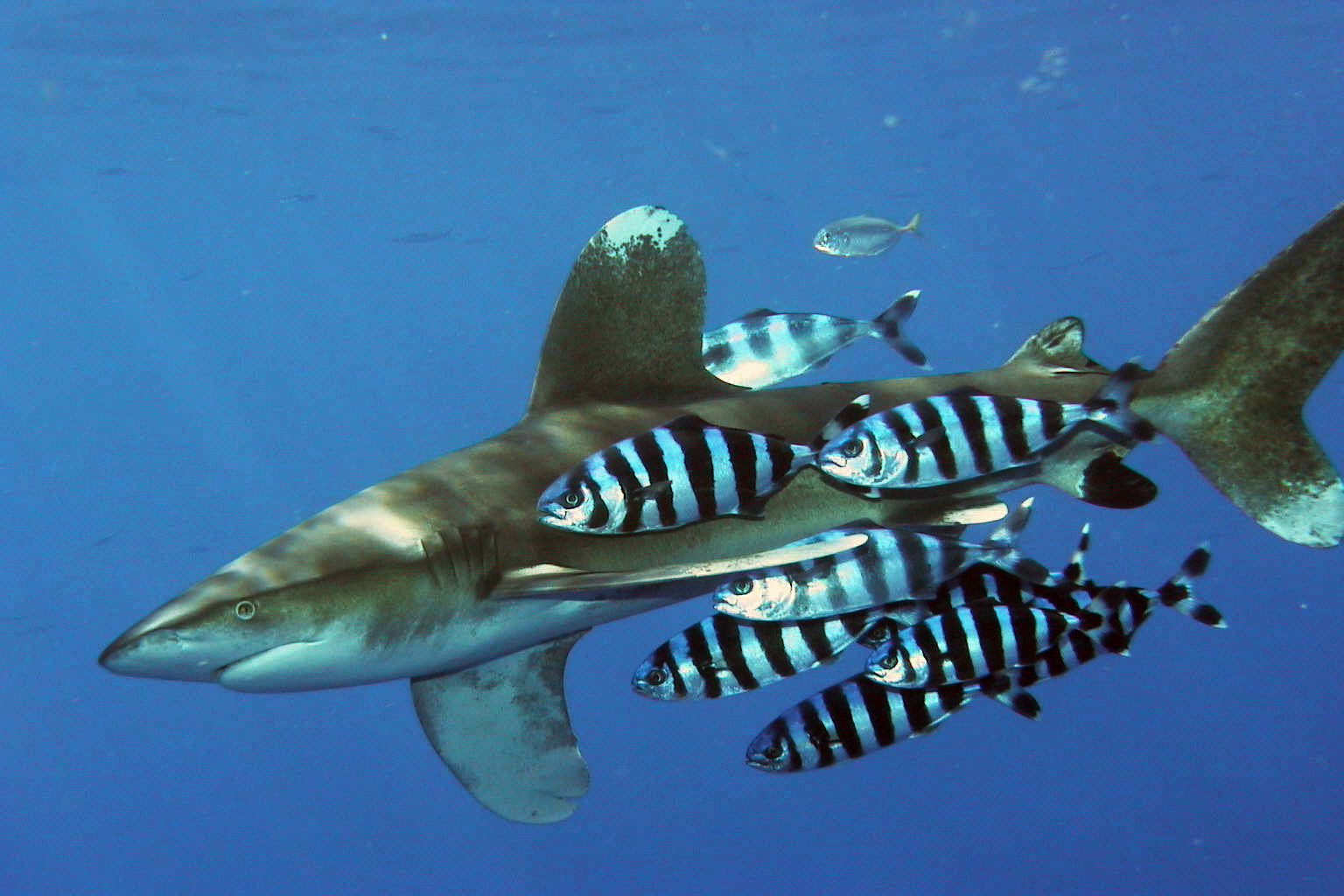
Carcharhinus longimanus (Carcharhiniformes, Carcharhinidae)
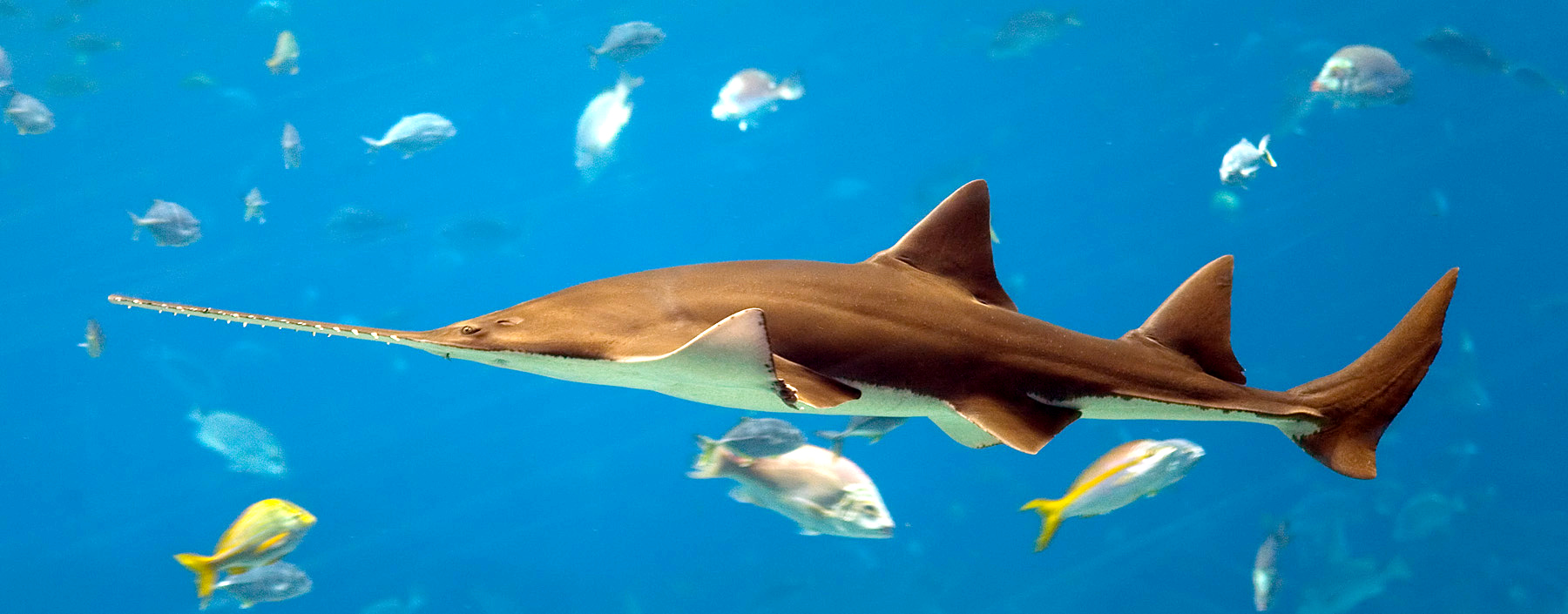
Requin-scie
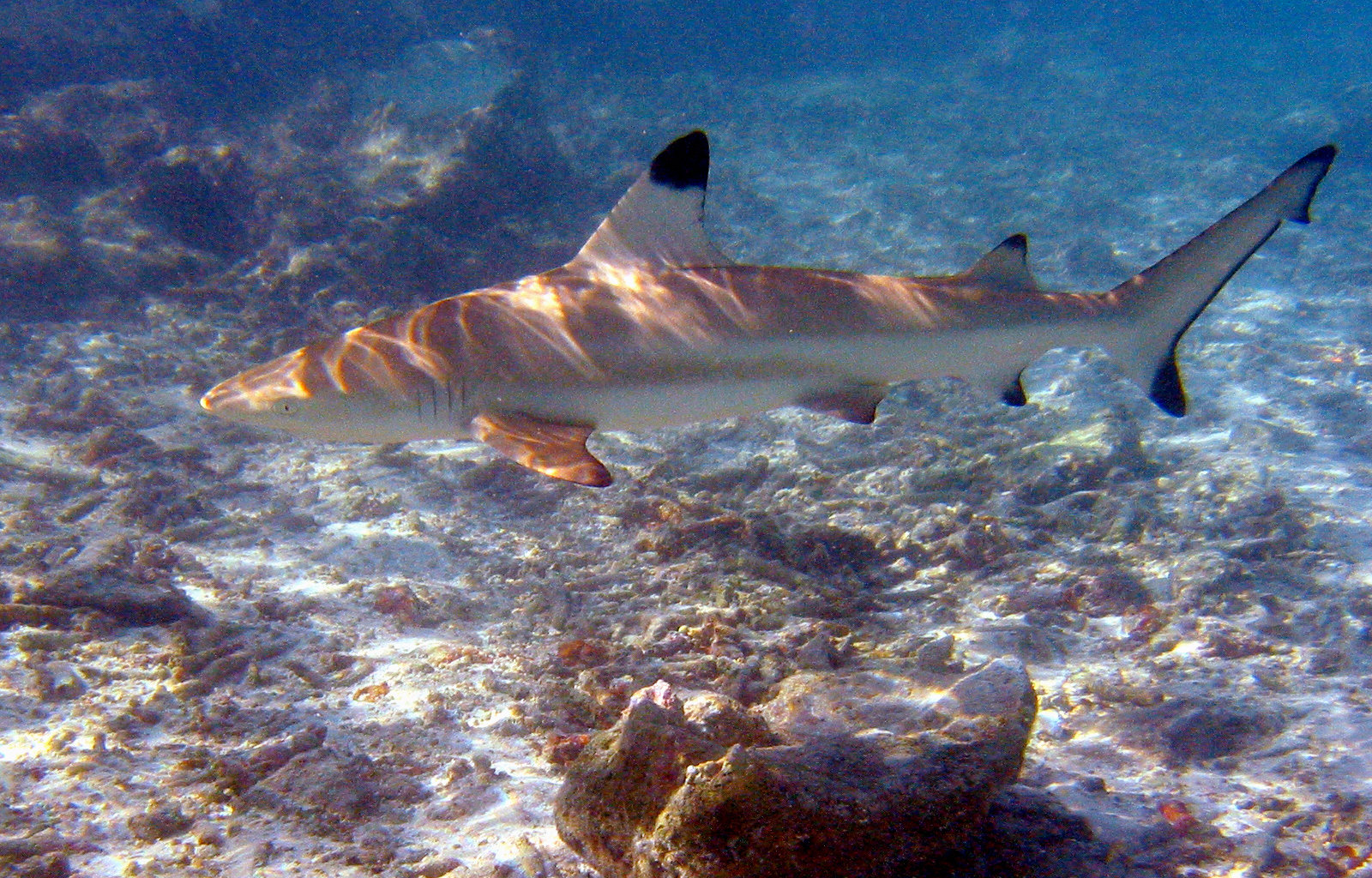
Requin à pointe noire (Carcharhinus melanopterus, Carcharhiniformes, Carcharhinidae), Maldives
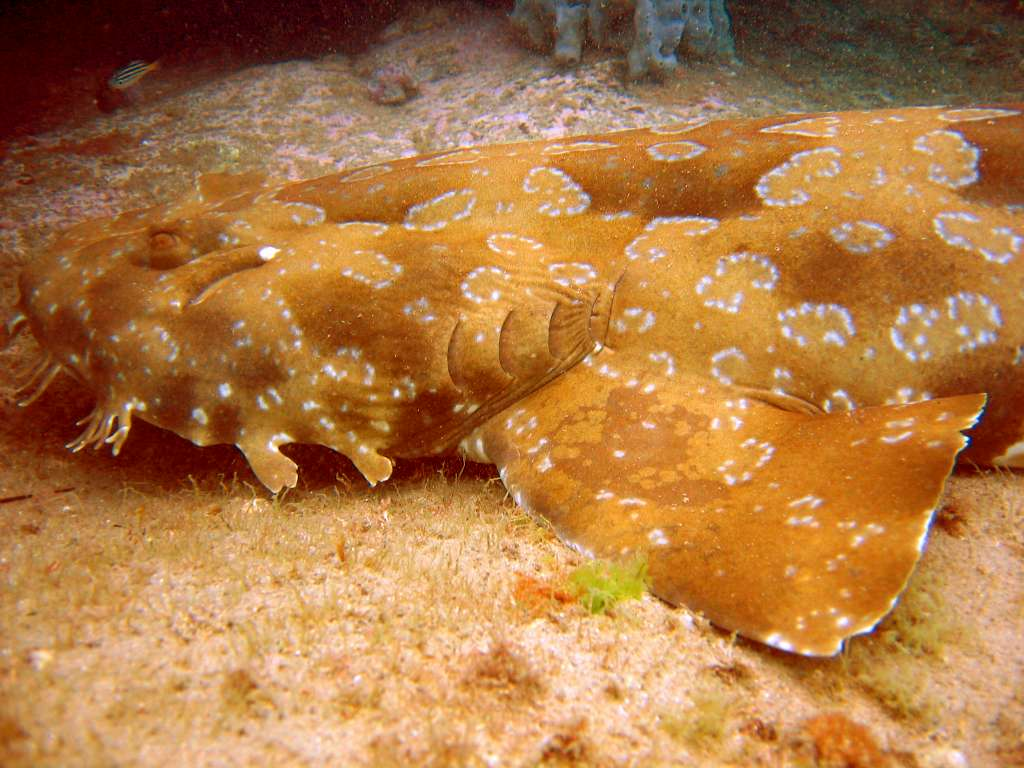
Orectolobus maculatus (Orectolobiformes, Orectolobidae), Australie
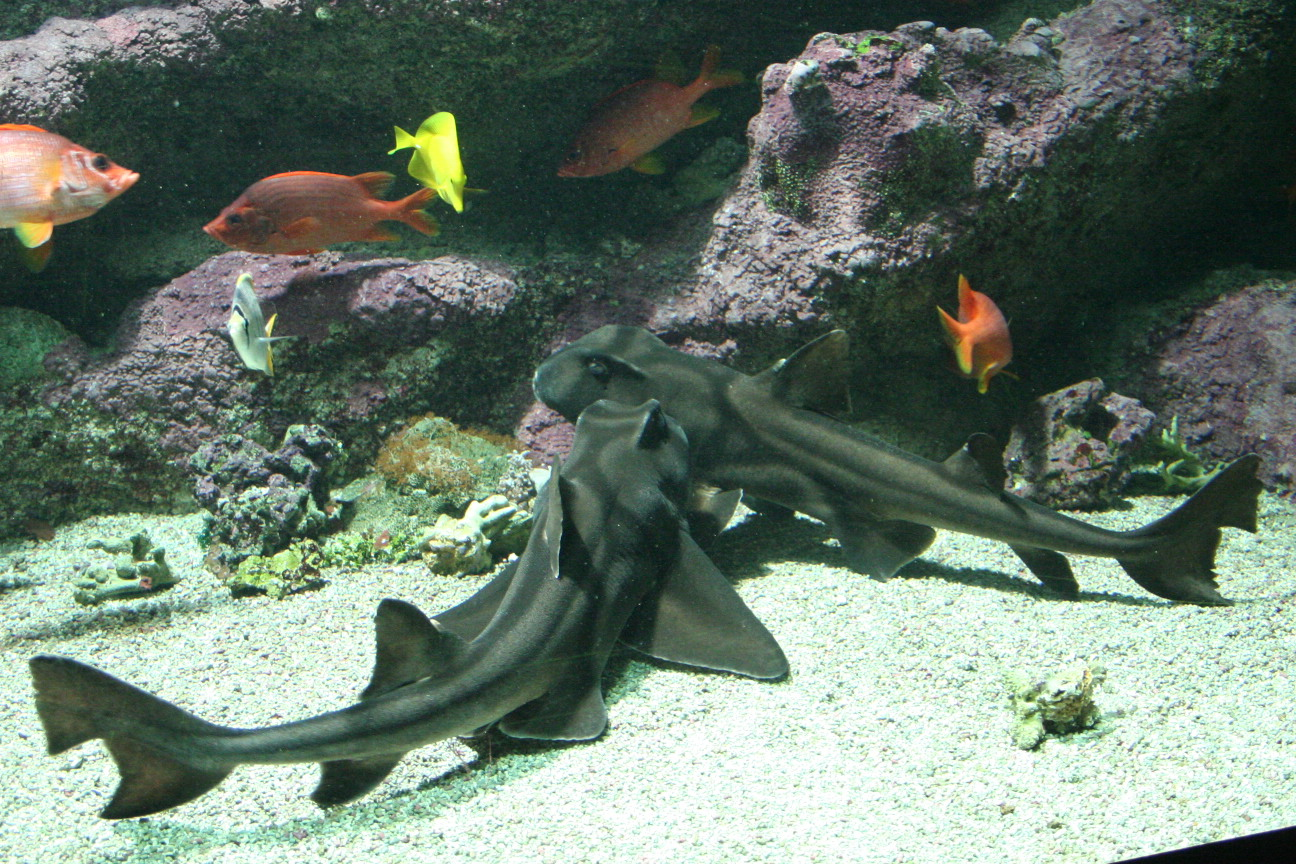
Heterodontus portusjacksoni (Heterodontiformes, Heterodontidae)
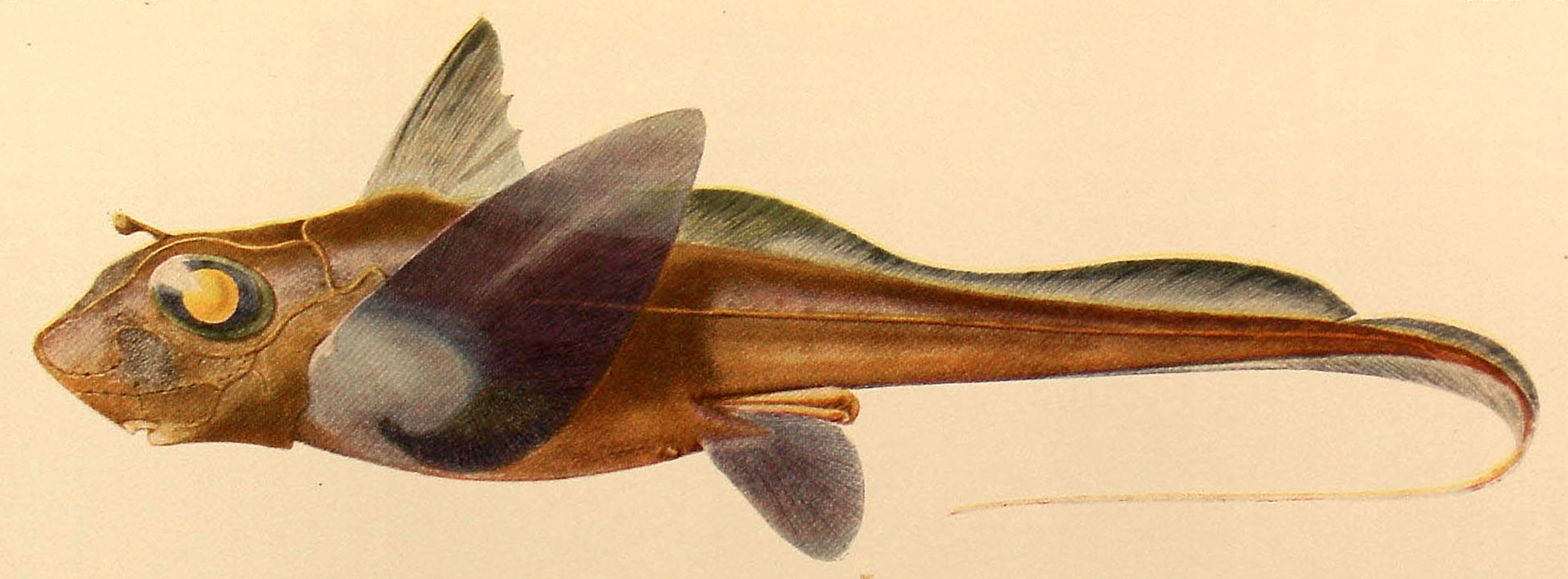
Hydrolagus mirabilis (Chimaeriformes, Chimaeridae)
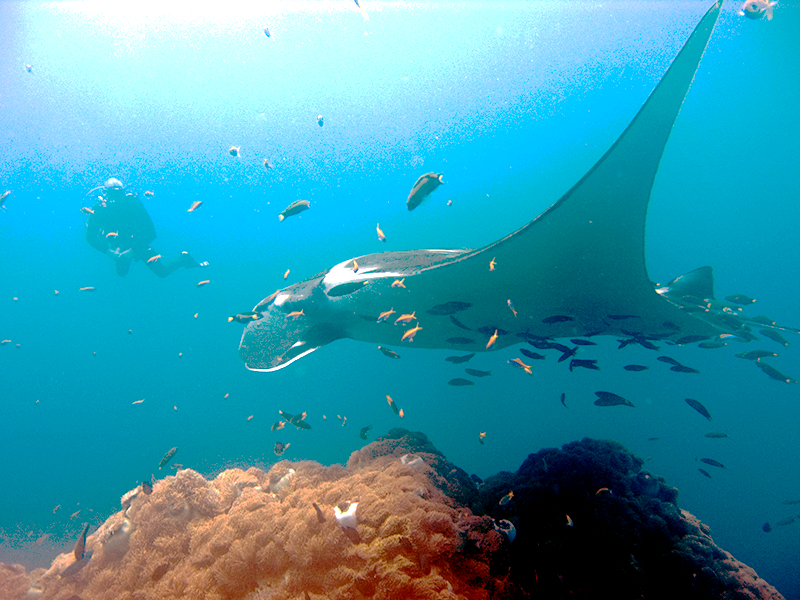
Raie manta (Manta birostris, Rajiformes, Myliobatidae), Thaïlande
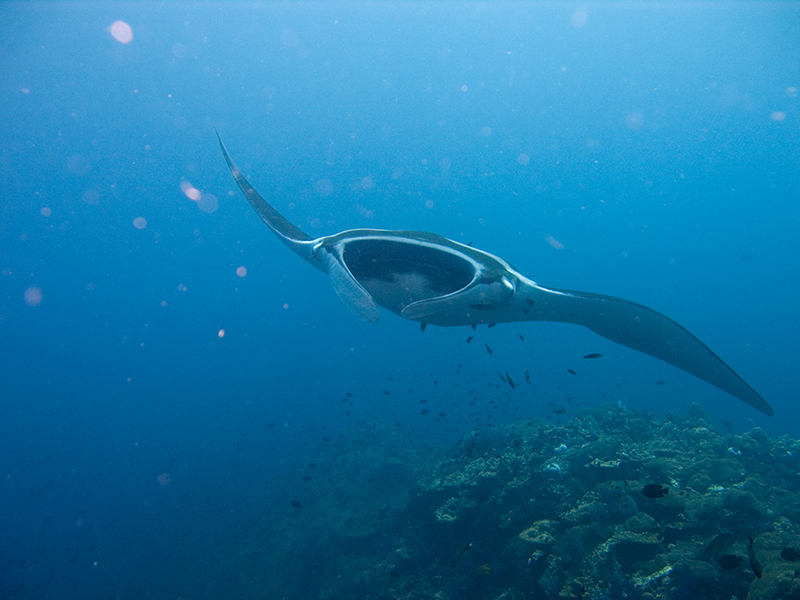
Raie manta (Manta birostris, Rajiformes, Myliobatidae), Thaïlande
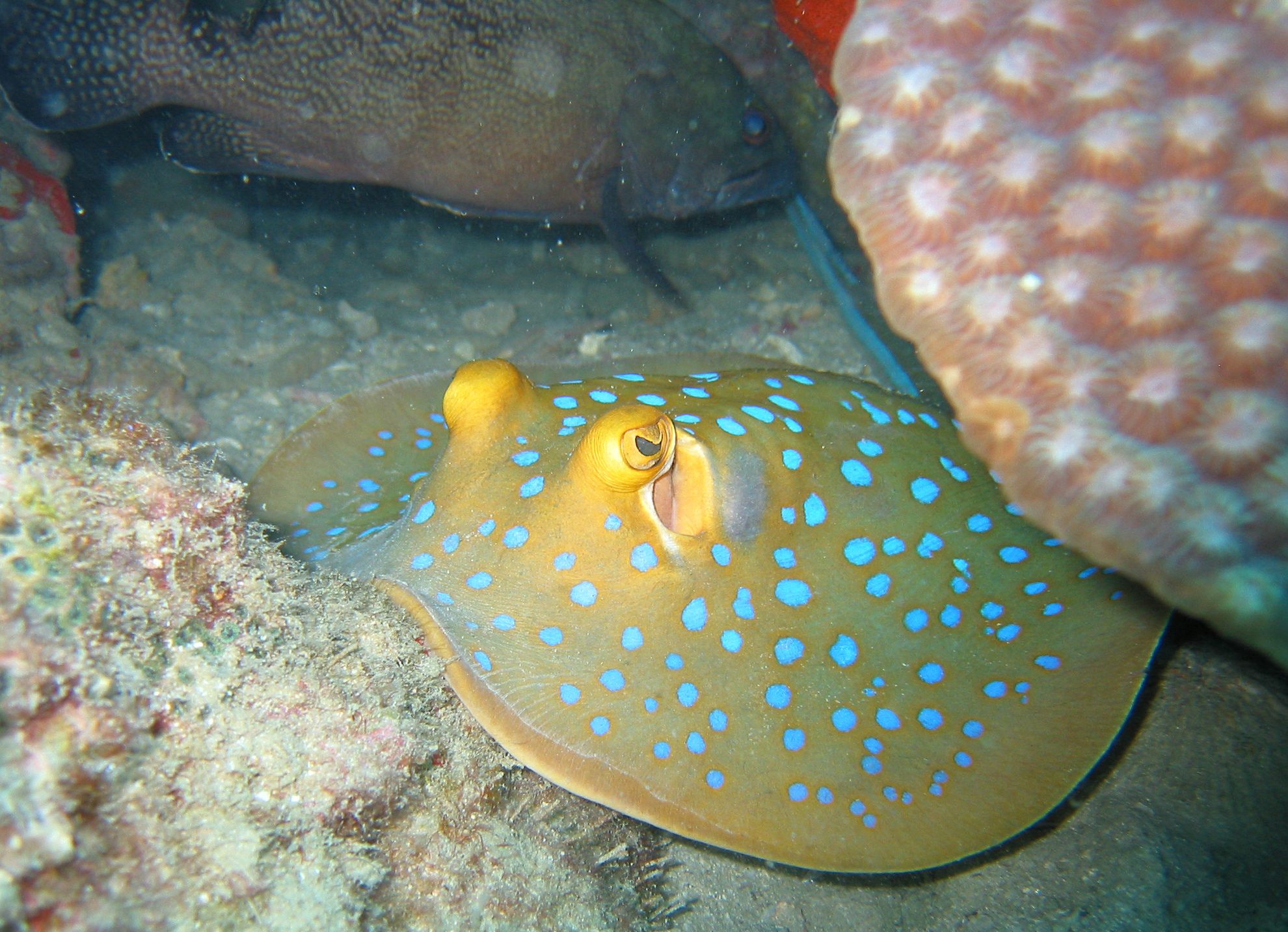
Taeniura lymma (Rajiformes, Dasyatidae)
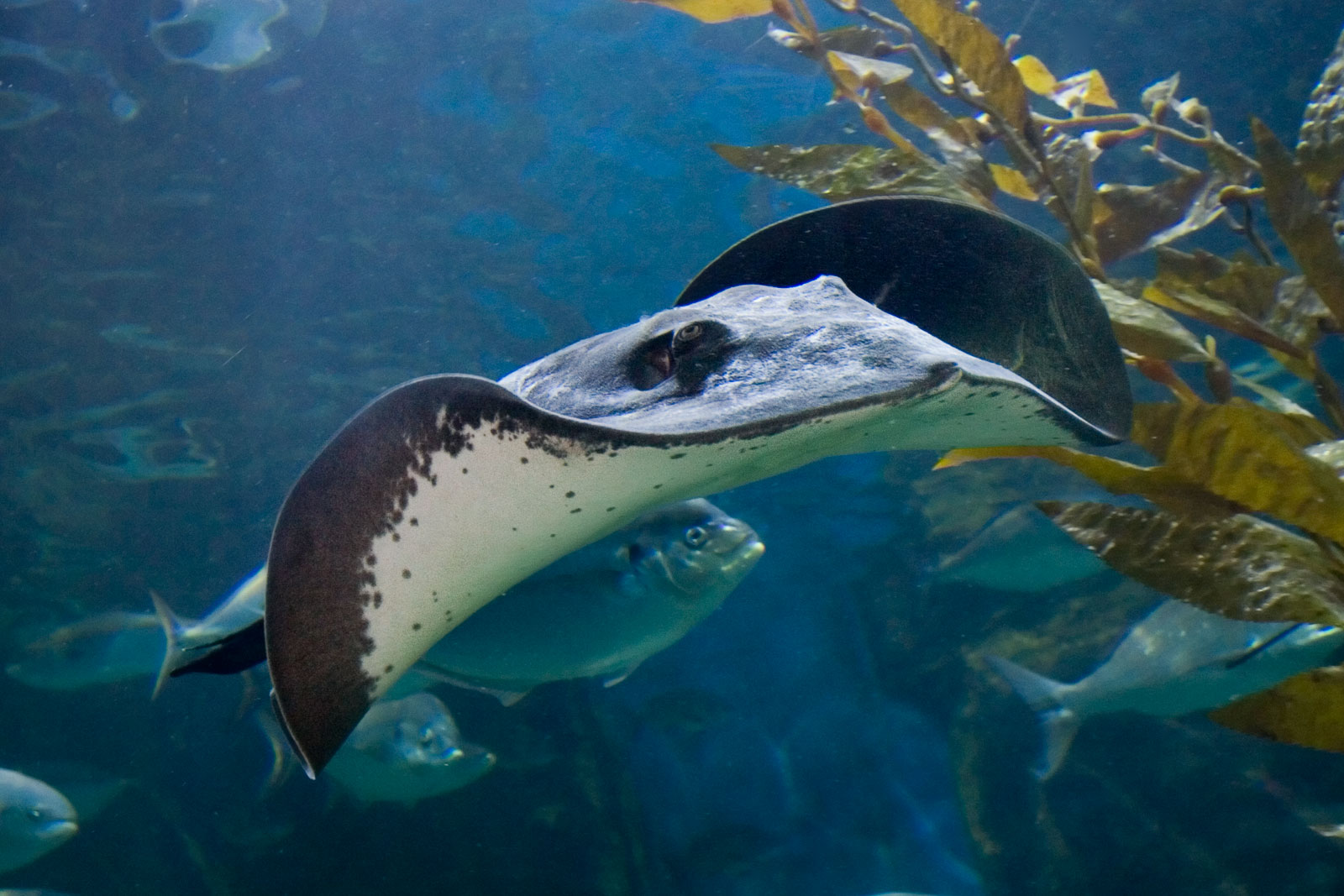
Dasyatidae (Rajiformes)

## En savoir plus